# Maître fromager affineur

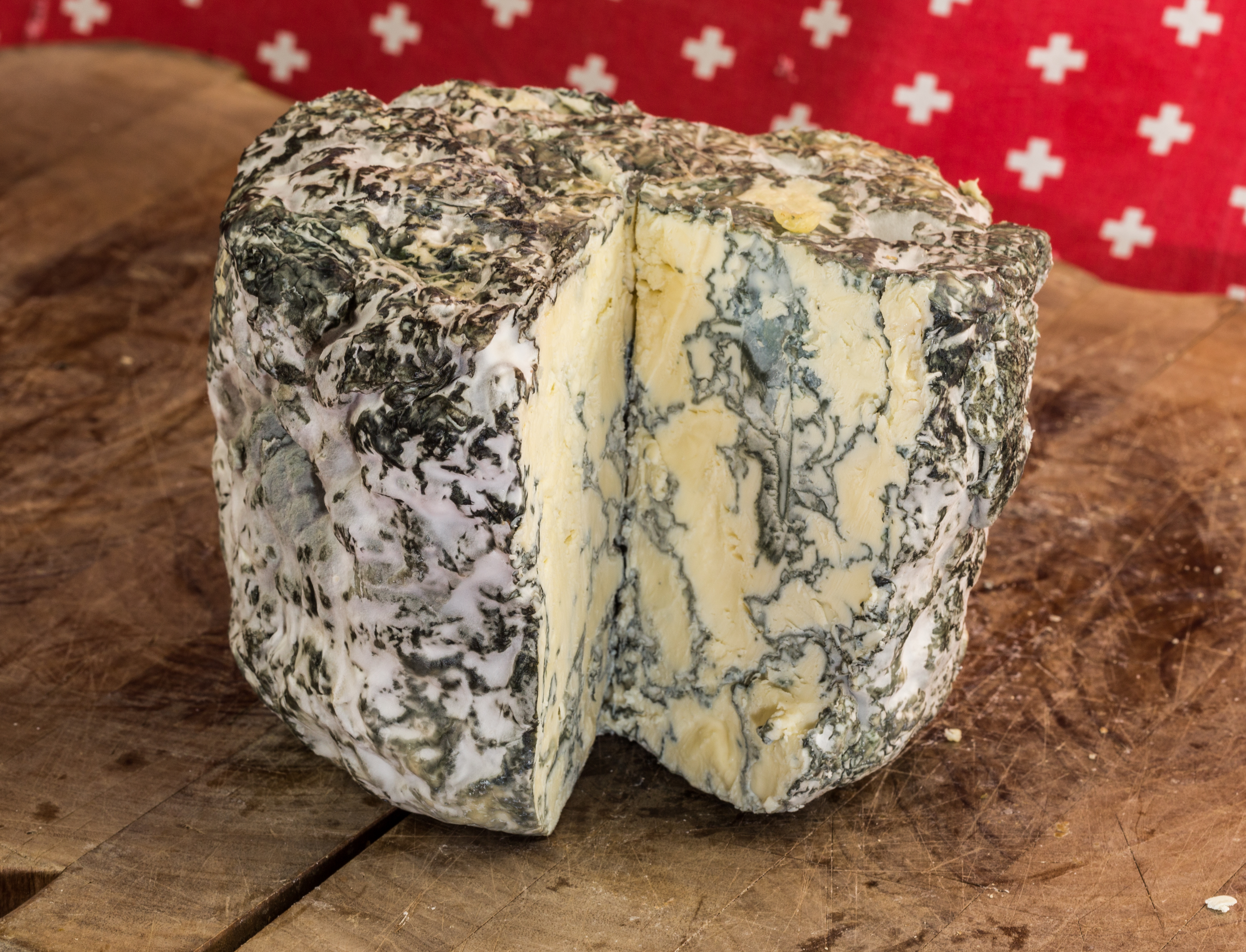
Beispiel für einen veredelten Käse: „Jersey blue“, Blauschimmelkäse aus Rohmilch, Maître fromager affineur Willi Schmid, Toggenburg, Schweiz

Der Maître fromager affineur (aus dem Französischen) ist ein Spezialist zur Veredelung von Käse. 
Aufgabe des Maître fromager affineur ist die Vollendung und Verfeinerung des Käses. Er verfügt über tiefgehende Kenntnisse in der Herstellung, kennt die unterschiedlichen Viehrassen und das besondere Klima der jeweiligen Produktionsstandorte.
Die Veredelung durch Reifung und Pflege, eine sortenspezifische Behandlung mit Wein, Sud, Salzlake oder mit anderen Methoden erfolgt im eigenen Käsekeller oder Kühlraum. Hier erhält der Käse seinen letzten Schliff und entfaltet sein typisches Aroma.
Die Bezeichnung Maître fromager affineur ist kein offizieller Titel, jedoch die höchste Auszeichnung, die in der Gilde der Käser vergeben wird, der Bruderschaft St. Uguzon aus dem französischen Périgord. St. Uguzon ist der Schutzheilige der Käsemacher.
Weltweit gibt es weniger als einhundert Maîtres fromager. In Frankreich führen derzeit (2004) nur sieben Personen den Titel eines Maître fromager affineur. In Deutschland sind es fünf, einer davon Volker Waltmann. In der Schweiz gibt es einen Maître fromager.